# Kostel svatého Linharta (Údrč)
Kostel svatého Linharta v Údrči na Karlovarsku je římskokatolický filiální kostel, původně gotický ze 14. století. Je spravován z farnosti v Bochově. Od roku 1994 je chráněn jako kulturní památka.

## Historie
Původně gotický kostel v Údrči vznikl ve 14. století, první zmínka o něm pochází z roku 1378.
V roce 1435 přišel do Údrče žlutický farář Adalbert, pravděpodobně proto, aby se zde skryl před husity. Za třicetileté války byl kostel zřejmě těžce poškozen, poté proběhla jeho obnova v renesančním slohu. Po protireformaci byla místní farnost pod patronátem premonstrátského kláštera v Gerasu v Dolním Rakousku.
V roce 1734 byla ke kostelu přistavěna nová věž. V srpnu 1783 kostel vyhořel, po požáru byl znovu vybudován v barokním slohu. Je však možné, že přestavba proběhla již ve 30. letech 18. století. Roku 1788 získal kostel tři nové zvony, mešní roucha a liturgické předměty z barnabitánského kláštera v Praze na Hradčanech, který byl zrušen. V roce 1870 dostal kostel novou střechu, v roce proběhla 1911 poslední větší renovace kostela.
V době komunistického režimu kostel velmi zchátral, zatékalo do něj a byl napaden plísní. Místní varhany byly převezeny do kostela Nanebevzetí Panny Marie v Unkovicích v okrese Brno-venkov. Část vybavení kostela byla vyrabována, zbylé bylo preventivně odvezeno.
Od roku 1997 probíhala díky úsilí místních i původních německých obyvatel jeho renovace. V jejím průběhu byla opravena střecha, fasáda, okna a vstupní dveře, věžní hodiny. Studenti Střední umělecko-průmyslové školy na Žižkově spolu s restaurátory Národní galerie zrestaurovali obrazy křížové cesty. Na obnově se finančně podílelo město Bochov a Karlovarský kraj, římskokatolická církev, Národní památkový ústav a Česko-německý fond budoucnosti.
Od roku 2009 se v kostele konají slavnostní mše 7. listopadu na svátek sv. Linharta.